# فرانک بویر
فرانک بویر (انگلیسی: Frank Bowyer; ۱۰ آوریل ۱۹۲۲ – ۱۱ نوامبر ۱۹۹۹) بازیکن فوتبال اهل بریتانیا بود.
از باشگاه‌هایی که در آن بازی کرده‌است می‌توان به باشگاه فوتبال استوک سیتی و باشگاه فوتبال مکلسفیلد تاون اشاره کرد.